# BM Valladolid
Club Balonmano Valladolid este o echipă de handbal masculin din Valladolid, Spania.